# Lawrence Gordon
Lawrence Gordon (Yazoo City, Mississippi, 25 de Março de 1936) é um produtor de filmes estadounidense. O seu irmão Charles Gordon também é um produtor de filmes.

## Carreira
Ele produziu os filmes de acção nos anos 70 e 80.
O seu grande sucesso foi Assalto ao Arranha-Céus (Die Hard) em 1988, com Bruce Willis no papel de John McClane.
Em 1989, Lawrence e o seu irmão Charles fundaram a Largo Entertainment, com a ajuda do seu dono JVC e o seu grande sucesso foi Ruptura Explosiva (Point Break) em 1991, com Patrick Swayze no papel de Bodhi e Keanu Reeves no papel de Johnny Utah.
Nos anos 2000, Lawrence Gordon produziu alguns filmes de acção como Lara Croft: Tomb Raider em 2001 e Lara Croft: Tomb Raider - O Berço da Vida (Lara Croft Tomb Raider: The Cradle of Life) em 2003, com Angelina Jolie no papel de Lara Croft, Hellboy em 2004 e Hellboy II: O Exército Dourado (Hellboy II: The Golden Army) em 2008, com Ron Perlman no papel de Hellboy.
1. ↑  D'Alessandro, Anthony; D'Alessandro, Anthony (25 de março de 2004). «Lawrence Gordon». Variety (em inglês). Consultado em 28 de agosto de 2021
2. ↑  Cieply, Michael (20 de setembro de 2008). «Battle Over 'Watchmen' Surrounds a Producer». The New York Times (em inglês). ISSN 0362-4331. Consultado em 28 de agosto de 2021